# Anaya conflicta
Anaya conflicta är en insektsart som först beskrevs av Melichar 1902.  Anaya conflicta ingår i släktet Anaya och familjen Flatidae. Inga underarter finns listade i Catalogue of Life.